# Schöpcherhof
Schöpcherhof ist ein aus einem Einzelhof bestehender Wohnplatz, der zur Stadt Lohmar im Rhein-Sieg-Kreis in Nordrhein-Westfalen gehört.

## Geographie
Schöpcherhof liegt im Nordwesten von Lohmar. Umliegende Ortschaften und Weiler sind Oberscheid im Norden, Schiffarth, Brückerhof, Hitzhof und Wahlscheid im Nordosten, Mackenbach und Dorpmühle im Osten, Stolzenbach, Peisel, Hausen, Höngesberg, Hammerschbüchel und Reelsiefen im Südosten, Scheiderhöhe im Süden und Südwesten, Hoverhof im Westen sowie Klasberg, Hagerhof und Muchensiefen im Nordwesten.
Nordöstlich von Schöpcherhof entspringt ein namenloser orographisch rechter Nebenfluss der Agger.

## Geschichte
1885 hatte der Schöpcherhof ein Wohnhaus mit zwölf Bewohnern.
Bis 1969 gehörte Schöpcherhof zu der bis dahin eigenständigen Gemeinde Scheiderhöhe.

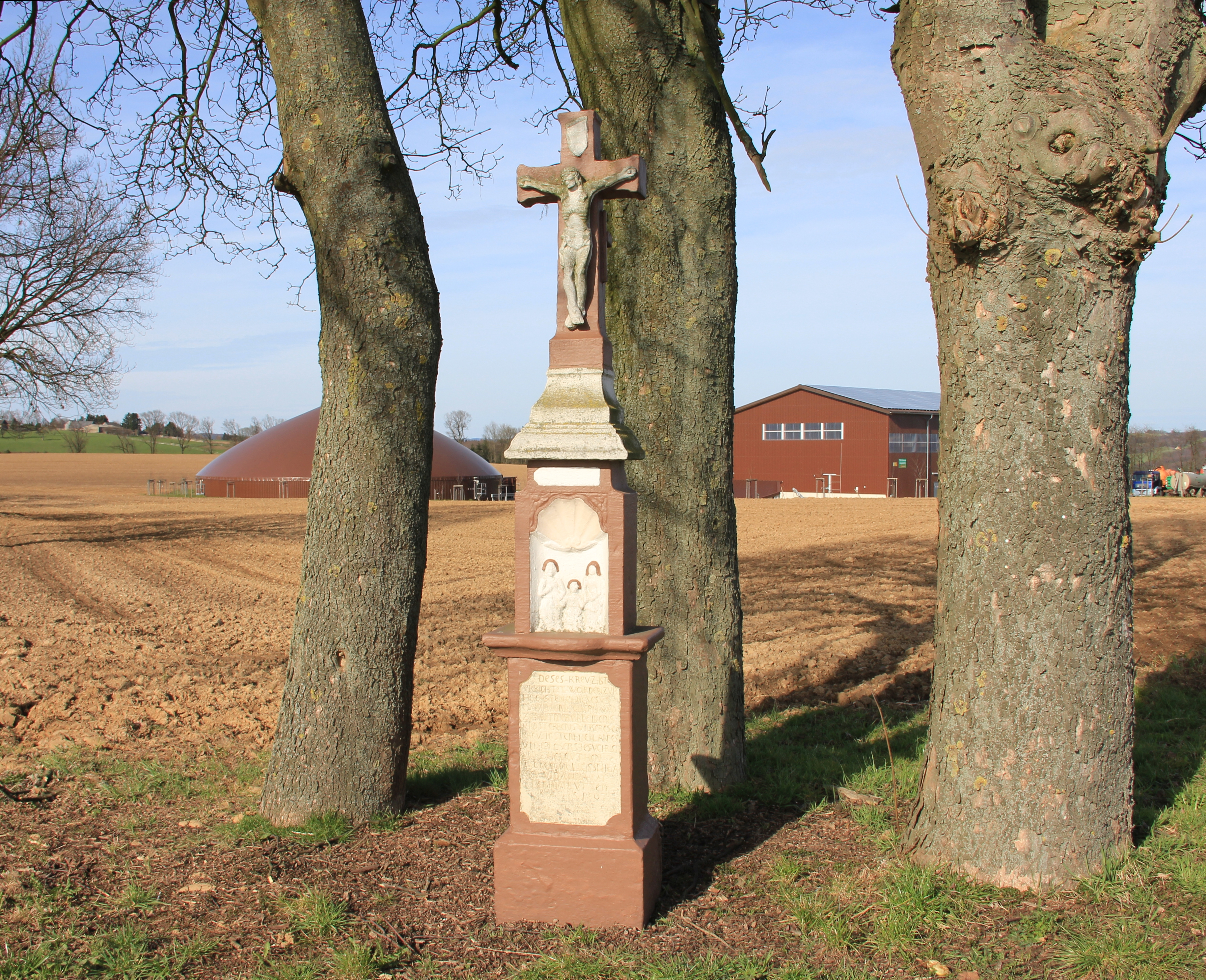
Wegekreuz Schöpcherhof

## Sehenswertes
An der Kreisstraße vor der Biogasanlage Schöpfcherhof steht ein Wegekreuz. Die Inschrift lautet: „Dieses Kreuz ist errichtet worden zur höchsten Ehre Jesus Maria und Josef und seines bitteren Leidens und Sterbens unseres gekreuzigten Heilandes und Erlösers Jesu Christi. Theodor Ölligsschläger und Anna Catharina Kuttenkeuler. 1807“.

## Verkehr
Schöpcherhof liegt östlich zur Landesstraße 84.